# コルヌコピア

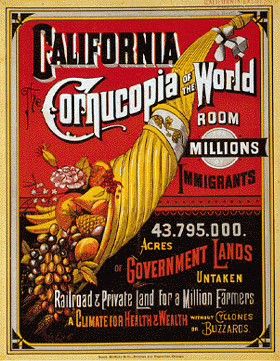
カリフォルニア州をコルヌコピアに例えたポスター。

コルヌコピア（イタリア語／スペイン語: Cornucopia）、コルヌー・コーピアエ（ラテン語: Cornū cōpiae）とは、古代ギリシア・ローマ世界において、食べ物と豊かさの象徴として用いられた角のイメージである。その起源は紀元前5世紀に遡る。コルヌ・コピア、コーニュコピア（英語: Cornucopia）とも。
豊饒の角、アマルテイアの角（ギリシア語: Αμαλθείας κέρας）、収穫の円錐とも呼ばれる。コルヌコピアは、ラテン語のコルヌ（角）とコピア（豊かさ）に由来する。
西アジアやヨーロッパでは、収穫したばかりの食材を入れて運ぶために、伝統的にこの形のバスケットやパニエが使われていた。角型のかごは背中に背負うか、胴体にぶら下げて、両手を自由に使って収穫することができた。

## 起源
ギリシア・ローマ神話において、コルヌコピアの起源について様々な説明がなされている。最もよく知られているのは、幼いゼウスの誕生と育児についてのものである。幼いゼウスは、クレタ島のイーダ山の洞窟で父クロノスから隠され、多くの神の眷属に保護されていた。その眷属の一人であるヤギのアマルテイアは、自身の乳をゼウスにあげ彼を育てた。ある日、ゼウスはアマルティアと遊んでいる際に誤って角を折ってしまうが、その角は養母と同じように滋養を与える神通力を持っていた。
別の神話では、ヘラクレスが川の神アケロオスと格闘してその角を引きちぎり、コルヌコピアを作ったとされている。この神話は、アメリカの画家トーマス・ハート・ベントンによる壁画「アケラスとヘラクレス」に描かれている。
コルヌコピアは収穫や繁栄、精神的な豊かさに関連する神々の象徴とされている。穀物の女神デメテルの息子であるプルトス、ニンフのマイア、繁栄を与える力を持つ幸運の女神フォルトゥナなど、大地を擬人化した神々と関連づけられることが多い。

ローマ帝国の教義では、平和（パクス・ロマーナ）と繁栄をもたらすローマ神話の神々もコルヌコピアを持って描かれ、豊かさを擬人化したアブンダンティアや、ローマ市への穀物供給を司る女神アンノーナが描かれている。冥界の支配者であるハデスも、農産物や鉱物、精神的な豊かさを与える存在であり、絵画などではしばしばコルヌコピアを手にして描かれている。

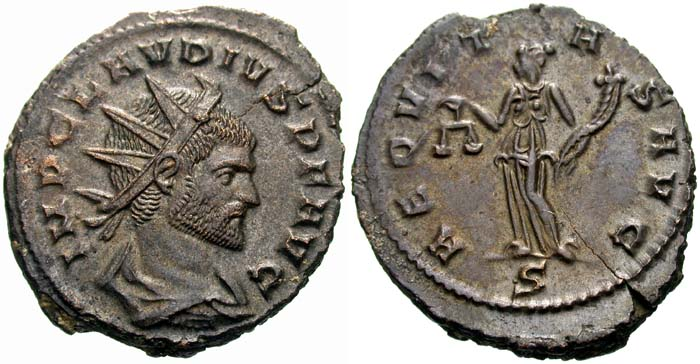
ローマ神話の女神がコルヌコピアを手にしている。

## 現代における描写
現代では、コルヌコピアは籐の枝を角型に編んだ籠をさまざまな果物や野菜で満たした形で表されることが多い。
北米では、コルヌコピアは感謝祭や収穫と関連付けられるようになっている。アイダホ州の国旗と州章には、2つのコルヌコピアが描かれている。ノースカロライナの国章には、プレンティがコルヌコピアを持つ姿が描かれている。コロンビア、パナマ、ペルー、ベネズエラの紋章と、オーストラリアのビクトリア州の紋章にも、繁栄を象徴するコルヌコピアが描かれている。

コルヌコピアのモチーフは、書籍シリーズ『ハンガー・ゲーム』でも使われている。シリーズで描かれる同名の剣闘試合では、武器や装備の詰まった大きな角のような入れ物がスタート地点に置かれる。この入れ物は「コルヌコピア」と呼ばれ、ゲーム開始からの数分間は戦いの焦点となる。映画では、シリーズの主な舞台であるパネムの国歌が「豊穣の角」と呼ばれ、歌詞中でも複数回言及される。